# Lindsay Sloane
Pour les articles homonymes, voir Sloane.
Pour l’article ayant un titre homophone, voir Lindsay Lohan.
Lindsay Sloane, née Lindsay Sloane Leikin, est une actrice américaine, née le 8 août 1977 à Long Island, État de New York (États-Unis). Elle est surtout connue pour son rôle de Valerie Birkhead dans la série télévisée Sabrina, l'apprentie sorcière et dans le film Le Fantôme de mon ex-fiancée.

## Biographie
Lindsay a vécu toute son enfance avec sa mère. Elle a appris l'interprétation comme un débouché pour son énergie. Elle a développé une réelle passion pour l'art et signé avec un agent à l'âge de 8 ans. Elle a joué dans la série télévisée régulière M. Rhodes en 1996 et avait un rôle récurrent dans Les Années coup de cœur de 1991 à 1993. Elle est aussi apparue dans Dharma et Greg en début de 1997, et postérieurement dans des films pour la télévision. Mais c'est en 1997 qu'elle se fait connaître en jouant Valerie dans la série TV Sabrina, l'apprentie sorcière avec l'actrice Melissa Joan Hart.
Elle donne naissance à une petite fille prénommée Maxwell Lue le 19 janvier 2012. Elle est mariée à Dar Rollins.

## Filmographie

### Cinéma et télévision
- 1990 : Why, Charlie Brown, Why? (TV) : Big Sister (voix)
- 1995 : Between Mother and Daughter (TV) : Tina
- 1996 : Mr. Rhodes (en) (série télévisée) : Zoey Miller
- 1997 : Dharma et Greg
- 1997 - 1998 : Sabrina, l'apprentie sorcière (TV) : Valerie Birkhead
- 1998 : Win a Date : Dalia
- 1999 : Student Affairs (TV) : Wendy
- 1999 : Sabrina, Down Under (TV) : Fin
- 1999 : Seven Girlfriends : Daphne
- 2000 : American Girls (Bring It On) : Big Red
- 2000 : Grosse Pointe (série télévisée) : Marcy Sternfeld / Kim Peterson
- 2000 : That '70s Show : Patty
- 2001 : Ondes de choc (Strange Frequency) (série télévisée) : Lara (dans l'épisode Dans la peau d’une star)
- 2002 : Homeward Bound (TV) : Rebecca Ashton
- 2003 : Espion mais pas trop ! (The In-Laws) : Melissa Peyser
- 2003 : Exposed : Minnie
- 2004 : DeMarco Affairs (TV) : Sammy DeMarco
- 2004 : The Stones (en) (série télévisée) : Karly Stone
- 2004 : Dog Gone Love : Rebecca
- 2005 : Crazy (TV) : Elle-même
- 2006 : The TV Set : Laurel Simon
- 2007 : Nancy Drew de Andrew Fleming : La vendeuse
- 2008 : Le Fantôme de mon ex-fiancée (Over Her Dead Body) de Jeff Lowell : Chloe
- 2008 : Un mari de trop (The Accidental Husband) : Marcy
- 2009 : The Six Wives of Henry Lefay : Autumn
- 2010 : How I Met Your Mother (série télévisée) : Jen
- 2010 : Trop belle ! (She's Out of My League) : Marnie
- 2010 : A Good Old Fashioned Orgy  : Laura
- 2010 : Very Bad Cops (The Other Guys) : Francine
- 2011 : Mr. Sunshine (série télévisée) : Stephanie
- 2011 : Comment tuer son boss ? (Horrible Bosses) de Seth Gordon : Stacy
- 2011 : Weeds de Jenji Kohan : Maxeen
- 2012 : Psych : Enquêteur malgré lui de Steve Franks (en) : Melinda
- 2014 : Comment tuer son boss 2 (Horrible Bosses 2) de Sean Anders : Stacy
- 2015 : The Odd Couple : Emily
- 2019 : Love Again (Endings, Beginnings) de Drake Doremus :  Billie

### Voix françaises
En France
| - Magali Barney dans : - Sabrina, l'apprentie sorcière (série télévisée) - Grosse Pointe (série télévisée) - Le Fantôme de mon ex-fiancée - Mr. Sunshine (série télévisée) - Very Bad Cops - Psych : Enquêteur malgré lui (série télévisée) - Barbara Beretta dans : - Espion mais pas trop ! - Comment tuer son boss ? - Comment tuer son boss 2 | - Olivia Luccioni dans : - The Odd Couple (série télévisée) - Love Again - Virginie Méry dans : - That '70s Show (série télévisée) - Greg the Bunny (série télévisée) - Louise Lemoine Torrès dans : - Un mari de trop - Darling Companion et aussi - Sarah Marot dans Dharma et Greg (série télévisée) - Déborah Perret dans American Girls - Karine Foviau dans Help Me Help You (série télévisée) - Laëtitia Lefebvre dans How I Met Your Mother (série télévisée) - Marion Guillon dans Trop belle ! |